# Landelles
Landelles és un municipi francès, situat al departament de l'Eure i Loir i a la regió de Centre – Vall del Loira. L'any 2007 tenia 571 habitants.

## Demografia

### Població
El 2007 la població de fet de Landelles era de 571 persones. Hi havia 226 famílies, de les quals 44 eren unipersonals (24 homes vivint sols i 20 dones vivint soles), 79 parelles sense fills, 87 parelles amb fills i 16 famílies monoparentals amb fills.
La població ha evolucionat segons el següent gràfic:
Habitants censats

### Habitatges
El 2007 hi havia 280 habitatges, 224 eren l'habitatge principal de la família, 46 eren segones residències i 10 estaven desocupats. 262 eren cases i 16 eren apartaments. Dels 224 habitatges principals, 170 estaven ocupats pels seus propietaris i 55 estaven llogats i ocupats pels llogaters; 1 tenia una cambra, 10 en tenien dues, 33 en tenien tres, 51 en tenien quatre i 130 en tenien cinc o més. 191 habitatges disposaven pel capbaix d'una plaça de pàrquing. A 95 habitatges hi havia un automòbil i a 117 n'hi havia dos o més.

### Piràmide de població
La piràmide de població per edats i sexe el 2009 era:
| Homes | Edats   | Dones |
| ----- | ------- | ----- |
| 0     | 95 o +  | 0     |
| 0     | 90 a 94 | 0     |
| 4     | 85 a 89 | 0     |
| 0     | 80 a 84 | 4     |
| 4     | 75 a 79 | 8     |
| 12    | 70 a 74 | 16    |
| 8     | 65 a 69 | 8     |
| 12    | 60 a 64 | 0     |
| 20    | 55 a 59 | 16    |
| 24    | 50 a 54 | 20    |
| 36    | 45 a 49 | 32    |
| 28    | 40 a 44 | 32    |
| 8     | 35 a 39 | 16    |
| 4     | 30 a 34 | 16    |
| 12    | 25 a 29 | 4     |
| 32    | 20 a 24 | 4     |
| 36    | 15 a 19 | 28    |
| 24    | 10 a 14 | 12    |
| 20    | 5 a 9   | 16    |
| 8     | 0 a 4   | 0     |

## Economia
El 2007 la població en edat de treballar era de 375 persones, 278 eren actives i 97 eren inactives. De les 278 persones actives 255 estaven ocupades (133 homes i 122 dones) i 23 estaven aturades (11 homes i 12 dones). De les 97 persones inactives 40 estaven jubilades, 28 estaven estudiant i 29 estaven classificades com a «altres inactius».

### Ingressos
El 2009 a Landelles hi havia 227 unitats fiscals que integraven 589 persones, la mediana anual d'ingressos fiscals per persona era de 20.009 €.

### Activitats econòmiques
Dels 16 establiments que hi havia el 2007, 1 era d'una empresa alimentària, 1 d'una empresa de fabricació d'altres productes industrials, 4 d'empreses de construcció, 2 d'empreses de comerç i reparació d'automòbils, 1 d'una empresa de transport, 1 d'una empresa d'informació i comunicació, 1 d'una empresa financera, 4 d'empreses de serveis i 1 d'una empresa classificada com a «altres activitats de serveis».
Dels 4 establiments de servei als particulars que hi havia el 2009, 1 era un guixaire pintor, 2 fusteries i 1 electricista.
L'any 2000 a Landelles hi havia 7 explotacions agrícoles.

## Equipaments sanitaris i escolars
El 2009 hi havia una escola elemental.

## Poblacions més properes
El següent diagrama mostra les poblacions més properes.